# Hertia cheirifolia
Espèce
Synonymes
- Hertia crassifolia  Less.	(1831)
- Othonna calthoides  Mill.	(1768)
- Othonna cheirifolia  L. (1753)
- Othonna crassifolia  L.	(1767)
- Othonnopsis cheirifolia  (L.) Batt. & Trab.  (1890)

Hertia cheirifolia est une espèce de plante à fleurs qui appartient au genre Hertia et à la famille des Asteraceae,. Elle a été décrite pour la première fois par Carl von Linné, et a reçu le nom exact de Carl Ernst Otto Kuntze. Cette espèce fut longtemps référencée sous le nom de Othonna cheirifolia, encore très souvent utilisé chez les pépiniéristes,. D’ailleurs un de ses noms communs est « Othonne à feuilles de Giroflée », mais aussi « Queue de castor », qui traduit ses grandes et longues feuilles rondes et bizarrement aplaties.

## Description
Hertia cheirifolia est une vivace persistante ligneuse. Les feuilles bleutées, ovales et charnues sont portées sur des tiges rampantes. Les fleurs jaunes en capitule, de 2 ou 3 cm de diamètre, apparaissent durant l’été. C’est une plante qui supporte bien la sècheresse, soutenant sans problème le vent et les embruns. Elle aime particulièrement les terrains sablonneux, avec l’allure typique d’une plante xérophyte. Cette plante est endémique d'Algérie et de Tunisie, et se trouve largement répandu, dans les jardins, en région méditerranéenne. Elle est rustique jusqu’à -12 °C, voire au-delà, sa culture peut ne pas se limiter au sud de la France.

## Utilisation
Résistante et demandant peu d'entretien, elle peut être utilisée comme espèce ornementale de rocailles et pour les toitures végétales.

## Galerie

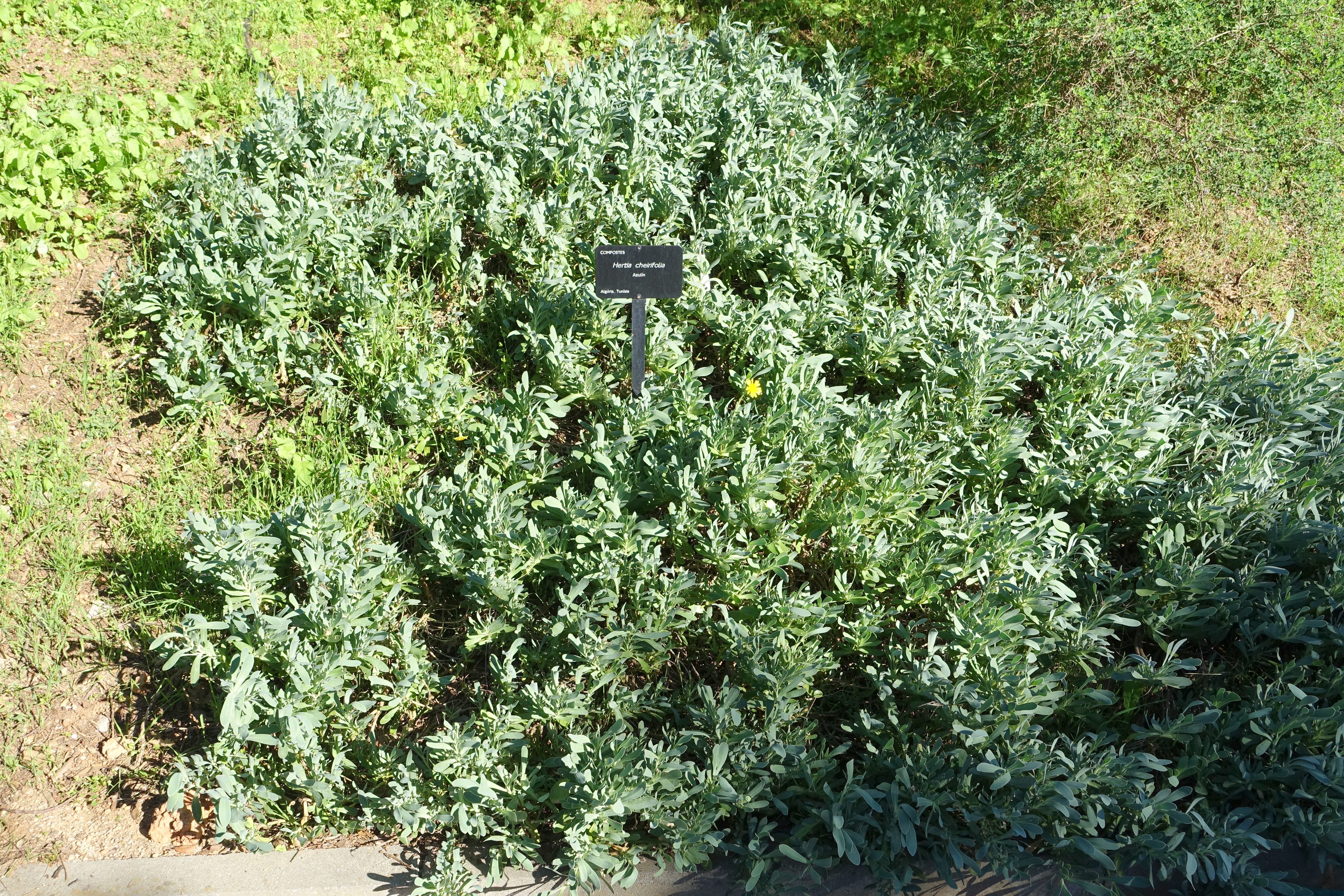
H. cheirifolia au JB de Barcelone.
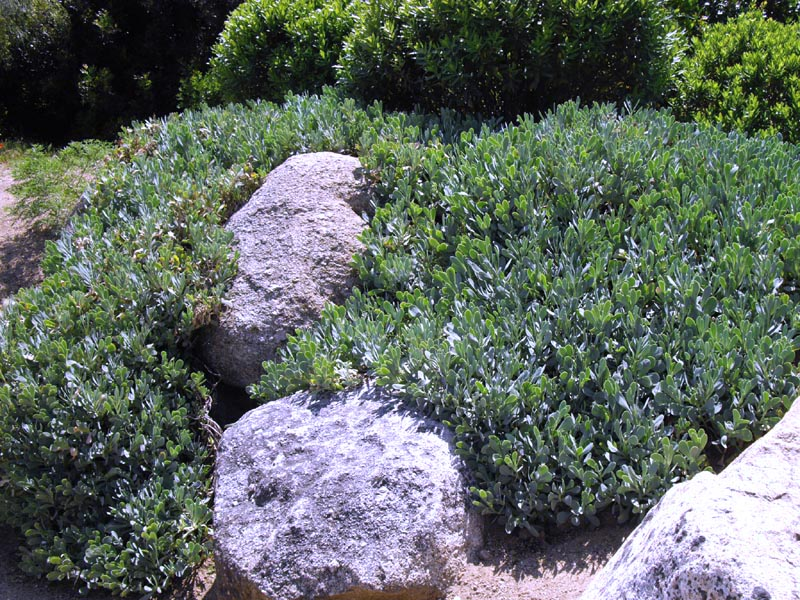
Dans un jardin en Corse.
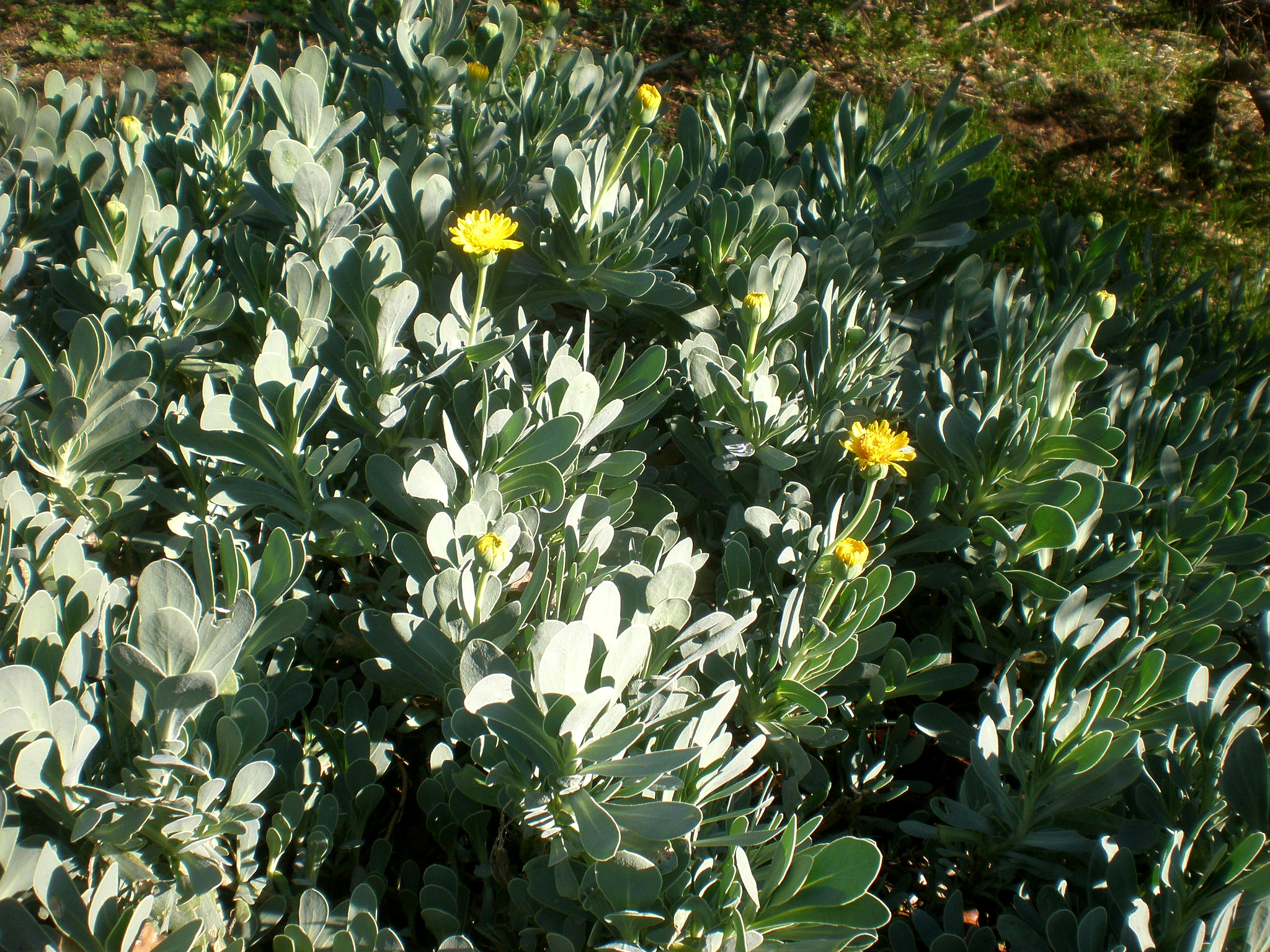
Début de floraison.
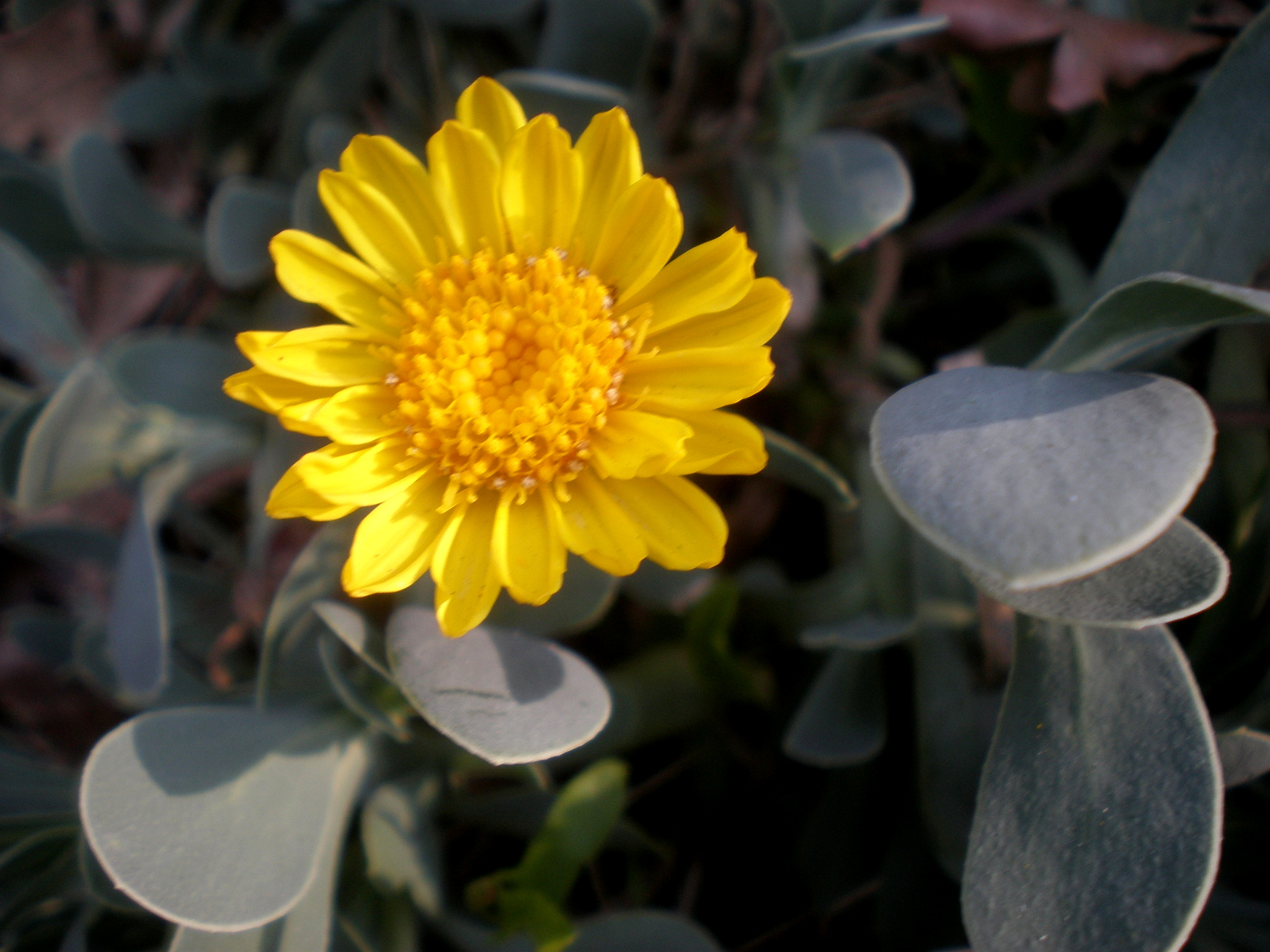
Inflorescence.